# 長蒴蘚
長蒴蘚（学名：[Trematodon logicollis] 错误：{{Lang}}：文本有斜体标记（帮助））为曲尾蘚科長蒴蘚屬下的一个种。